# Halanthium alaeflavum
Halanthium alaeflavum är en amarantväxtart som beskrevs av Mostafa Assadi. Halanthium alaeflavum ingår i släktet Halanthium och familjen amarantväxter. Inga underarter finns listade i Catalogue of Life.